# Малышевка (Крым)
Ма́лышевка (до 1948 года Курама́-Косте́ль; укр. Малишівка, крымскотат. Qurama Köstel, Къурама Косьтель) — исчезнувшее село в Черноморском районе Республики Крым, располагавшееся на севере района, в степной части Крыма, примерно в 2,5 км южнее современного села Новоульяновка.

### Динамика численности населения
- 1864 год — 62 чел.[5]
- 1889 год — 162 чел.[6]
- 1892 год — 37 чел.[7]
- 1900 год — 88 чел.[8]
- 1926 год — 83 чел.[9]

## История
Идентифицировать Костель (или Курама-Костель) среди, зачастую сильно искажённых, названий деревень в Камеральном Описании Крыма… 1784 года пока не удалось. Видимо, во время присоединения Крыма к России население деревни выехало в Турцию, поскольку в ревизских документах конца XVIII — первой половины XIX веков не встречается. После создания 8 (20) октября 1802 года Таврической губернии, Курама-Костель территориально находился в составе Яшпетской волости Евпаторийского уезда.
Военные топографы, в свою очередь, отмечали брошенное поселение на картах: в 1817 году деревня Карама кастель обозначена пустующей. После реформы волостного деления 1829 года Костель, согласно «Ведомости о казённых волостях Таврической губернии 1829 года» записан в составе Яшпекской волости — видимо, был вновь заселён крымскими татарами, поскольку и на карте 1836 года в деревне 20 дворов, как и на карте 1842 года.
В 1860-х годах, после земской реформы Александра II, деревню приписали к Курман-Аджинской волости. Согласно «Памятной книжке Таврической губернии за 1867 год», деревня Костель была покинута жителями в 1860—1864 годах, в результате эмиграции крымских татар, особенно массовой после Крымской войны 1853—1856 годов, в Турцию и стояла без новых поселенцев, а жили местные татары. В «Списке населённых мест Таврической губернии по сведениям 1864 года», составленном по результатам VIII ревизии 1864 года, Костель — владельческая татарская деревня, с 15 дворами, 62 жителями и мечетью при колодцах. (на карте 1865—1876 года в деревне Костель (Курама-Костель) 15 дворов) Согласно изданной в 1886 году «Справочной книжке о приходах и храмах Таврической епархии…» епископа Гермогена, в деревне Костелкой-чан проживало смешанное русско-татарское население.
По «Памятной книге Таврической губернии 1889 года», по результатам Х ревизии 1887 года, в деревне Кастель числилось 29 дворов и 162 жителя. Согласно «…Памятной книжке Таврической губернии на 1892 год», в деревне Костель, входившей в Карлавский участок, было 37 жителей в 8 домохозяйствах.
Земская реформа 1890-х годов в Евпаторийском уезде прошла после 1892 года, в результате Костель приписали к Донузлавской волости. По «…Памятной книжке Таврической губернии на 1900 год» в деревне числилось 88 жителей в 10 дворах. В 1907 году в деревне велось строительство двух мектебе. В  Статистическом справочнике Таврической губернии. Ч.II-я. Статистический очерк, выпуск пятый Евпаторийский уезд, 1915 год Костель не записан.
После установления в Крыму Советской власти, по постановлению Крымревкома от 8 января 1921 года № 206 «Об изменении административных границ» была упразднена волостная система и образован Евпаторийский уезд, в котором создан Ак-Мечетский район и село вошло в его состав, а в 1922 году уезды получили название округов. 11 октября 1923 года, согласно постановлению ВЦИК, в административное деление Крымской АССР были внесены изменения, в результате которых округа были отменены, Ак-Мечетский район упразднён и село вошло в состав Евпаторийского района. Согласно Списку населённых пунктов Крымской АССР по Всесоюзной переписи 17 декабря 1926 года, в селе Костель, Керлеутского сельсовета Евпаторийского района, числилось 22 двора, все крестьянские, население составляло 83 человека, все татары. Согласно постановлению КрымЦИКа от 30 октября 1930 года «О реорганизации сети районов Крымской АССР», был восстановлен Ак-Мечетский район (по другим данным 15 сентября 1931 года) и село вновь включили в его состав.
В 1944 году, после освобождения Крыма от фашистов, согласно Постановлению ГКО № 5859 от 11 мая 1944 года, 18 мая крымские татары были депортированы в Среднюю Азию. С 25 июня 1946 года Муссали в составе Крымской области РСФСР.
Указом Президиума Верховного Совета РСФСР от 18 мая 1948 года, Костель переименовали в Малышевку. 26 апреля 1954 года Крымская область была передана из состава РСФСР в состав УССР. С начала 1950-х годов, в ходе второй волны переселения (в свете постановления № ГОКО-6372с «О переселении колхозников в районы Крыма»), в Черноморский район приезжали переселенцы из различных областей Украины. Время включения в состав Межводненского сельсовета пока не установлено: на 15 июня 1960 года посёлок Малышовка уже числился в его составе. Ликвидирована до 1968 года, как посёлок Межводненского сельсовета.